# Kishan Dholakia
Kishan Dholakia ist ein britischer Physiker.
Dholaki studierte an der Universität Cambridge (Churchill College) und wurde 1983 am Imperial College London in Atom- und Laserphysik promoviert mit einer Dissertation über Laserkühlung in Ionenfallen. Er erhielt eine Royal Society of Edinburgh Personal Fellowship und ist seit 2003 Professor an der University of St. Andrews, wo er das Zentrum für Biophotonik gründete,  und außerdem ist er seit 2020 Professor am Institute for Photonics and Advanced Sensing (IPAS) der University of Adelaide.
2005 wurde er Honorary Adjunct Professor an der University of Arizona. 2012 bis 2022 war er Gastprofessor an der Universität Chiba in Japan, 2017 wurde er Distinguished Professor am Indian Institute of Technology, 2019 Affiliate Professor an der Universität Yonsei.
Er befasste sich mit Laserkühlung gefangener Ionen und optischen Anwendungen in der Plasmaphysik und den Grundlagen der Quantenmechanik, mit optischer Manipulation mit speziell geformten Lichtfeldern (zum Beispiel in Form eines Bessel-Strahls), was auch zu Anwendungen in der Biomedizin führte, insbesondere mit Lichtscheibenmikroskopie (Light Sheet Microscopy).
2016 erhielt er den R. W. Wood Prize für Pionierarbeiten in optischer Mikromanipulation mit „geformtem Licht“ für interdisziplinäre auf Photonik basierenden Anwendungen (Laudatio). 2018 erhielt er den Dennis Gabor Award der SPIE und 2017 die Thomas Young Medal des Institute of Physics. 2008 erhielt er den Wolfson Merit Award der Royal Society und 2003 den European Optics Prize (für optische Mikromanipulationen). 2015 bis 2016 war er Royal Society Leverhulme Trust Fellow, 2007 Fellow der Royal Society of Edinburgh, 2004 Fellow des Institute of Physics und 2008 Fellow der Optical Society of America.
Er hält 27 Patente, von denen 23 lizenziert sind (2022). Darunter für Boeing, Lichtscheibenmikroskope bei der Firma M. Squared Life und Instrumente für optische Fallen bei Elliott Scientifique.
2015 erhielt er einen Eintrag im Guinness Book of Records für die schnellste, menschenerzeugte Rotation.

## Schriften (Auswahl)
- mit N. B. Simpson, L. Allen, M. J. Padgett: Mechanical equivalence of spin and orbital angular momentum of light: an optical spanner, Optics Letters, Band 22, 1997, S. 52–54
- mit L. Paterson, M. P. MacDonald, J. Arlt, W. Sibbett, P. E. Bryant: Controlled rotation of optically trapped microscopic particles, Science, Band 292, 2001, S. 912–914
- mit J. Arlt, V. Garcés-Chávez, W. Sibbett: Optical micromanipulation using a Bessel light beam, Optics Communications, Band 197, 2001, S. 239–245
- mit V. Garcés-Chávez, D. McGloin, H. Melville, W. Sibbett: Simultaneous micromanipulation in multiple planes using a self-reconstructing light beam, Nature, Band 419, 2002, S. 145–147
- mit M. P. MacDonald u. a.: Creation and manipulation of three-dimensional optically trapped structures, Science, Band 296, 2002, S. 1101–1103
- mit M. P. MacDonald, G. C. Spalding: Microfluidic sorting in an optical lattice, Nature, Band 426, 2003, S. 421–424
- mit D. McGloin: Bessel beams: diffraction in a new light, Contemporary Physics, Band 46, 2005, S. 15–28
- mit J. Baumgartl, M. Mazilu: Optically mediated particle clearing using Airy wavepackets, Nature Photonics, Band 2, 2008, S. 675–678
- mit M. Dienerowitz, M. Mazilu: Optical manipulation of nanoparticles: a review, Journal of Nanophotonics, Band 2, 2008, S. 021875
- mit P. Reece, M. Gu: Optical micromanipulation, Chemical Society Reviews, Band 37, 2008, S. 42–55
- mit T. Čižmár: Shaping the future of manipulation, Nature Photonics, Band 5, 2011, S. 335–342
- mit T. Čižmár: Exploiting multimode waveguides for pure fibre-based imaging, Nature Communications, Band 3, 2012, S. 1–9
- mit T. Vettenburg u. a.: Light-sheet microscopy using an Airy beam, Nature Methods, Band 11, 2014, S. 541–544